# Murder by Death
Murder by Death is een komedie uit 1976, geschreven door Neil Simon en geregisseerd door Robert Moore. De film is ook een soort satire.

## Plot
Een uitnodiging voor een etentje en voor een moord wordt verstuurd naar vijf wereldberoemde detectives. De tekst luidt: "U bent vriendelijk uitgenodigd voor een diner en een moord bij Lionel Twain". De afzender is Lionel Twain, een excentrieke miljonair die in een eenzaam, somber landhuis woont samen met een sinistere, blinde butler. Ze komen allemaal opdraven: Sidney Wang, Dick Charleston, Milo Perrier, Sam Diamond en Jessica Marbles. Ze zijn allen vergezeld door hun assistent of partner. Ze toosten op hun gezondheid, terwijl de sinistere Twain vertelt dat een van hen klokslag twaalf uur vermoord zal worden. Hij daagt de detectives uit om de moord op te lossen. Ondertussen gebeuren er vreemde dingen in het landhuis.

## Personages
Estelle Winwood || Miss Withers ||verpleegster van Jessica Marbles || 
| Acteur          | Personage              | Beschrijving | Gebaseerd op                                                         |
| --------------- | ---------------------- | --- | -------------------------------------------------------------------- |
| Truman Capote   | Lionel Twain           | excentrieke eigenaar van een geïsoleerd landhuis                                                                                                   |                                                                      |
| Alec Guinness   | Jamesir Bensonmum      | blinde butler van Twain |                                                                      |
| Nancy Walker    | Yetta                  | doofstomme kok van Twain |                                                                      |
| Peter Sellers   | Inspecteur Sidney Wang | Wang gebruikt, tot ergernis van Twain, geen lidwoorden in zijn zinnen.                                                                             | Charlie Chan                                                         |
| Richard Narita  | Willie Wang            | geadopteerde Japanse zoon van Sidney |                                                                      |
| David Niven     | Dick Charleston        | | Nick van de Thin Man-series en -films                                |
| Maggie Smith    | Dora Charleston        | | Dora van de Thin Man-series en -films                                |
| James Coco      | Milo Perrier           | Perrier is gek op eten en vindt het vervelend dat hij zijn bed moet delen met Marcel. Het stoort hem dat ze hem Fransman noemen, want hij is Belg. | Hercule Poirot                                                       |
| James Cromwell  | Marcel Cassette        | Hij is de chauffeur van Perrier. | Arthur Hastings                                                      |
| Peter Falk      | Sam Diamond            | een Amerikaanse detective | Sam Spade uit The Maltese Falcons Richard Diamond, Private Detective |
| Eileen Brennan  | Tess Skeffington       | loyale secretaresse van Sam Diamon |                                                                      |
| Elsa Lanchester | Jessica Marbles        | | Miss Marple                                                          |

## Trivia
Peter Falk werd in 1978 opnieuw gecast als archetypische Amerikaanse detective in de parodie The cheap Detective, die ook werd geschreven door Neil Simon en geregisseerd door Robert Moore. Ook Eileen Brennan en James Coco speelden in deze film.

## Dvd
Op 11 maart 2003 werd de dvd in België en Nederland uitgegeven. De dvd bevat de film in zijn originele beeldformaat en het originele monogeluid. Er staan enkele extra's op waaronder een documentaire en filmografieën van de filmploeg. De uitgave is vrijwel identiek aan die van regio 1. De verwijderde scènes zijn nog niet uitgebracht.